# Aktiv Politik
Samhällslistan Aktiv Politik (AP) var ett lokalt politiskt parti, från början verksamt i Falkenbergs stad och sedan kommunreformen 1971 i Falkenbergs kommun. Partiet bildades 1966 av tidigare socialdemokraten Bror Störby, sedan denne efter åtal, trots frikännande, blivit politiskt omöjlig i sitt gamla parti. Aktiv Politik var från 1966 till 2010 representerat i kommunfullmäktige, periodvis i vågmästarroll. Partiet har betraktat sig som fristående i relation till blockpolitiska indelningar, men blev efter valet 2006 ett stödparti till Alliansen, och gick 2010 till val som en del av högerblocket. I detta val blev stödet dock svagt och partiet fick lämna kommunfullmäktige.

## Valresultat
| År   | Röster | Procent | Mandat |
| ---- | ------ | ------- | ------ |
| 1966 | 1 327  | 18,0 %  | 6 / 35 |
| 1970 | 1 828  | 8,8 %   | 4 / 49 |
| 1973 | 2 058  | 9,7 %   | 5 / 49 |
| 1976 | 1 477  | 6,5 %   | 3 / 49 |
| 1979 | 1 635  | 7,0 %   | 4 / 51 |
| 1982 | 1 634  | 6,8 %   | 4 / 51 |
| 1985 | 1 150  | 4,8 %   | 2 / 51 |
| 1988 | 1 231  | 5,3 %   | 2 / 51 |
| 1991 | 2 044  | 8,4 %   | 4 / 51 |
| 1994 | 2 509  | 10,1 %  | 5 / 51 |
| 1998 | 1 451  | 6,18 %  | 3 / 51 |
| 2002 | 1 695  | 7,28 %  | 4 / 51 |
| 2006 | 967    | 4,00 %  | 2 / 51 |
| 2010 | 297    | 1,14 %  | 0 / 51 |